# Phlegetonia infida
Phlegetonia infida är en fjärilsart som beskrevs av Walker 1957. Phlegetonia infida ingår i släktet Phlegetonia och familjen nattflyn. Inga underarter finns listade i Catalogue of Life.